# Novogalský ritus
Novogalský ritus je křesťanský ritus, který se používal v liturgii během období galikanismu v 18. a 19. století ve většině francouzských diecézí. Po tridentském koncilu nepřevzali biskupové ve Francii římské liturgické knihy, nýbrž nechali vypracovat své vlastní, a to v duchu osvícenství a s větším důrazem na Bibli. V pařížské arcidiecézi vydal novogalský misál a breviář pařížský arcibiskup Charles-Gaspard-Guillaume de Vintimille du Luc v roce 1736. Jejich vydávání se uskutečňovalo bez souhlasu Svatého stolce, ten byl udělen až v rámci jednání o konkordát podepsaný roku 1801. Později se však ve Francii prosadil římský ritus (naposledy v orleánské diecézi v roce 1875), o což se výrazně zasloužil Prosper Louis Pascal Guéranger OSB, opat kláštera sv. Petra v Solesmes.